# Дітер Мюллер
Дітер Мюллер (нім. Dieter Müller, нар. 1 квітня 1954, Оффенбах-на-Майні) — німецький футболіст, нападник. По завершенні ігрової кар'єри — спортивний функціонер.
Як гравець, насамперед відомий виступами за клуб «Кельн», а також національну збірну Німеччини.
Дворазовий володар Кубка Німеччини. Чемпіон Німеччини. Дворазовий чемпіон Франції.

## Клубна кар'єра
У дорослому футболі дебютував 1971 року виступами за команду клубу «Кікерс» (Оффенбах), в якій провів два сезони, взявши участь лише у 2 матчах чемпіонату.
Своєю грою за цю команду привернув увагу представників тренерського штабу клубу «Кельн», до складу якого приєднався 1973 року. Відіграв за кельнський клуб наступні вісім сезонів своєї ігрової кар'єри. Більшість часу, проведеного у складі «Кельна», був основним гравцем атакувальної ланки команди. У складі «Кельна» був одним з головних бомбардирів команди, маючи середню результативність на рівні 0,64 гола за гру першості.
Згодом з 1981 по 1986 рік грав у складі команд клубів «Штутгарт», «Жиронден де Бордо», «Грассгоппер» та «Саарбрюкен». Протягом цих років двічі виборював титул чемпіона Франції.
Завершив професійну ігрову кар'єру у клубі «Кікерс» (Оффенбах), у складі якого вже виступав раніше. Прийшов до команди 1986 року, захищав її кольори до припинення виступів на професійному рівні у 1990.
Мюллер є сином Гайнца Кастера, який на початку 1950-х грав на позиції захисника за ФК «Санкт-Паулі» та «Кікерс Оффенбах». Нападник уже був школярем, коли його усиновлення змінило прізвище на Мюллер.

## Виступи за збірну
1975 року дебютував в офіційних матчах у складі національної збірної Німеччини. Протягом кар'єри у національній команді, яка тривала 6 років, провів у формі головної команди країни лише 12 матчів, забивши 9 голів.
У складі збірної був учасником чемпіонату Європи 1976 року в Югославії, де разом з командою здобув «срібло», чемпіонату світу 1978 року в Аргентині.

## Титули і досягнення

### Командні
- Володар Кубка ФРН (2):

«Кельн»: 1976-77, 1977-78
- Чемпіон ФРН (1):

«Кельн»: 1977-78
- Чемпіон Франції (2):

«Бордо»: 1983-84, 1984-85
- Віце-чемпіон Європи: 1976

### Особисті
- Найкращий бомбардир чемпіонату Німеччини (2): 1976-77 (34), 1977-78 (24)
- Найкращий бомбардир чемпіонату Європи: 1976 (4 голи)

## Статистика
Статистика клубних виступів:
| Сезон              | Команда             | Чемпіонат          | Чемпіонат | Чемпіонат | Кубок | Кубок | Єврокубки | Єврокубки | Єврокубки | Всього | Всього |
| Сезон              | Команда             | Ліга               | Ігри      | Голи      | Ігри  | Голи  |           | Ігри      | Голи      | Ігри   | Голи   |
| ------------------ | ------------------- | ------------------ | --------- | --------- | ----- | ----- | --------- | --------- | --------- | ------ | ------ |
| 1972/73            | «Кікерс»            | Д-1                | 2         | 0         | —     | —     |           | —         | —         | 2      | 0      |
| 1973/74            | «Кельн»             | Д-1                | 31        | 17        | 3     | 1     | КУ        | 7         | 4         | 41     | 22     |
| 1974/75            | «Кельн»             | Д-1                | 34        | 24        | 4     | 4     | КУ        | 9         | 8         | 47     | 36     |
| 1975/76            | «Кельн»             | Д-1                | 19        | 14        | 4     | 3     |           | —         | —         | 23     | 17     |
| 1976/77            | «Кельн»             | Д-1                | 34        | 34        | 8     | 14    | КУ        | 6         | 5         | 48     | 53     |
| 1977/78            | «Кельн»             | Д-1                | 33        | 24        | 7     | 8     | КК        | 2         | 1         | 42     | 33     |
| 1978/79            | «Кельн»             | Д-1                | 29        | 8         | 2     | 2     | КЧ        | 6         | 5         | 37     | 15     |
| 1979/80            | «Кельн»             | Д-1                | 34        | 21        | 8     | 7     |           | —         | —         | 42     | 28     |
| 1980/81            | «Кельн»             | Д-1                | 34        | 17        | 3     | 2     | КУ        | 9         | 8         | 46     | 27     |
| Всього             | Всього              | Всього             | 248       | 159       | 39    | 41    |           | 39        | 31        | 326    | 231    |
| 1981/82            | «Штутгарт»          | Д-1                | 30        | 14        | 3     | 5     | КУ        | 2         | 1         | 35     | 20     |
| 1982/83            | «Бордо»             | Д-1                | 29        | 17        | 5     | 1     | КУ        | 2         | 3         | 36     | 21     |
| 1983/84            | «Бордо»             | Д-1                | 28        | 14        | 5     | 5     | КУ        | 1         | 0         | 34     | 19     |
| 1984/85            | «Бордо»             | Д-1                | 36        | 12        | 2     | 4     | КЧ        | 8         | 3         | 46     | 19     |
| Всього             | Всього              | Всього             | 93        | 43        | 12    | 10    |           | 11        | 6         | 116    | 59     |
| 1985/86            | «Грассгоппер»       | Д-1                | 7         | 3         | —     | —     |           | —         | —         | 7      | 3      |
| 1985/86            | «Саарбрюкен»        | Д-1                | 23        | 4         | 1     | 0     | —         | —         | 24        | 4      |        |
| 1987/88            | «Кікерс» (Оффенбах) | Д-2                | 24        | 16        | —     | —     | —         | —         | 24        | 16     |        |
| 1988/89            | «Кікерс» (Оффенбах) | Д-2                | 27        | 10        | 1     | 2     | —         | —         | 28        | 12     |        |
| Всього             | Всього              | Всього             | 51        | 26        | 1     | 2     |           | 0         | 0         | 52     | 28     |
| Загалом за кар'єру | Загалом за кар'єру  | Загалом за кар'єру | 454       | 249       | 56    | 58    | 52        | 38        | 562       | 345    |        |

Статистика виступів у національній збірній:
| Рік    | Ігри | Голи |
| ------ | ---- | ---- |
| 1976   | 3    | 4    |
| 1977   | 5    | 3    |
| 1978   | 4    | 2    |
| Всього | 12   | 9    |

Статистика виступів на чемпіонатах світу і Європи:
| № | Турнір  | Команда | Рахунок | Суперник       | Автори голів                                       |
| - | ------- | ------- | ------- | -------------- | -------------------------------------------------- |
| 1 | ЧЄ-1976 | ФРН     | 4:2     | Югославія      | Д. Мюллер (3), Флое — Попивода, Джаїч              |
| 2 | ЧЄ-1976 | ФРН     | 2:2     | Чехословаччина | Гельценбайн, Д. Мюллер — Швеглік, Добіаш           |
| 3 | ЧС-1978 | ФРН     | 6:0     | Мексика        | Д. Мюллер, Г. Мюллер, Румменігге (2), Флое (2)     |
| 4 | ЧС-1978 | ФРН     | 0:0     | Туніс          |                                                    |
| 5 | ЧС-1978 | ФРН     | 2:2     | Нідерланди     | Абрамчик, Д. Мюллер — Ган, Р. ван де Керкгоф       |
| 6 | ЧС-1978 | ФРН     | 2:3     | Австрія        | Румменігге, Гельценбайн — Фогтс (а/г), Кранкль (2) |